# رازلوغ
رازلوغ (بالفرنسية: Razlog)‏ هي بلدة تقع في بلغاريا في Razlog Municipality. يقدر عدد سكانها بـ 13,448 نسمة وترتفع عن سطح البحر 812 متر.

## أعلام
- بوريس جايتشيف
- يوردان يوركوف